# Mutant Year Zero: Road to Eden
Mutant Year Zero: Road to Eden est un jeu vidéo de type tactical RPG développé par The Bearded Ladies et édité par Funcom, sorti en 2018 sur Windows, PlayStation 4 et Xbox One.

## Système de jeu
Mutant Year Zero: Road to Eden est un tactical RPG inspire des séries des XCOM. Mutant Year Zero: Road to Eden vous met au contrôle d'un groupe de mutant, il a la taille maximale de trois personnages qui ont tous la caractéristique propre.
Le jeu est reparti en deux temps :
- La partie exploration en temps réel qui propose deux types de déplacement rapide et furtif, cette partie permet d'explorer le monde de Mutant Year Zero et de préparer les combats.
- La partie combat en tour par tour elle ne se déclenche que si vous êtes repéré ou que vous le déclenchez.

La discrétion est de mise, car il est plus aisé de réduire les forces ennemies que les attaques de front. De plus, le jeu incite au combat par le faite que les compétences spéciales ne se rechargent que par les éliminations. (entre deux et trois personnes).
Comme tout jeu RPG Mutant Year Zero: Road to Eden propose un système de niveau qui améliorera. Votre groupe de mutant avec les spécificités de l'univers à savoir les mutations, qui vous aideront dans votre exploration de la zone.

## Origine
Mutant Year Zero: Road to Eden est une libre adaptation du jeu de rôle sur table intitulé Mutant : Année zéro (traduit de Mutant - År Noll) créé par Tomas Härenstam et développé par l'éditeur suédois Free League Publishing. La série de jeux de rôles "Mutant" a commencé en 1984, en Suède, par la première version développée et éditée par Target Games. Il y a eu plusieurs éditions dans les années qui ont suivi. L'une d'elles a évolué pour devenir la franchise extrêmement populaire de Mutant Chronicles dans les années 1990.
Le livre de base Mutant : Année zéro en français est publié par les Editions Arkhane Asylum

## Accueil
Ce jeu vidéo a été testé par plusieurs sites de jeux vidéo comme Gameblog, ou Jeuxvideo.com.